# Phyllecthris
Phyllecthris là một chi bọ cánh cứng trong họ Chrysomelidae.
Chi này được miêu tả khoa học năm 1837 bởi Dejean.

## Các loài
Các loài trong chi này gồm:
- Phyllecthris dorsalis (Olivier, 1808)
- Phyllecthris gentilis (Leconte, 1865)
- Phyllecthris texanus (Leconte, 1884)